# Gymnastes (Paragymnastes) berumbanensis
Gymnastes (Paragymnastes) berumbanensis is een tweevleugelige uit de familie steltmuggen (Limoniidae). De soort komt voor in het Oriëntaals gebied.